# Нова (Црна Гора)
Нова је црногорска телевизијска станица са седиштем у Подгорици. Налази се у власништву предузећа United Media. Од 2002. до 2018. носила је име Пинк М, а од 2018. до 2022. име је промењено у Нова М, док је 2022. назив скраћен на само Нова.

## Промена власничке структуре
Дана 24. априла 2018. године, власник Pink International Company, Жељко Митровић је потврдио да се воде преговори о продаји Пинк М. Затим 5. јуна 2018. Жељко Митровић и Pink Media Group су потврдили медијима да ће се даљи развој групе усредсредити на пословање у Србији и Европи. Савет Агенције за електронске медије (САЕМ) Црне Горе 18. јула 2018. године дао је сагласност за промену власничке структуре предузећа Пинк М којом се преноси 100 одсто власништва на фирму Direct Media из Србије, која се налази у власништву United Group. Захваљујући томе, 9. октобра 2018. године име телевизије је промењено у Nova M, чиме је Црна Гора добила нову телевизију са националном покривеношћу.